# مايسن
مايسن أو مشلة (بالألمانية: Meißen، وبالصوربية: Mišno، باللاتينية: Misena، Misnia، Misnensium) هي بلدة بعد حوالى 25 كم (16 ميل) إلى الشمال الغربي من مدينة دريسدن على ضفة نهر الالب في ولاية ساكسونيا الحرة، في ألمانيا الشرقية. يبلغ عدد سكانها حوالي 30000 نسمة.

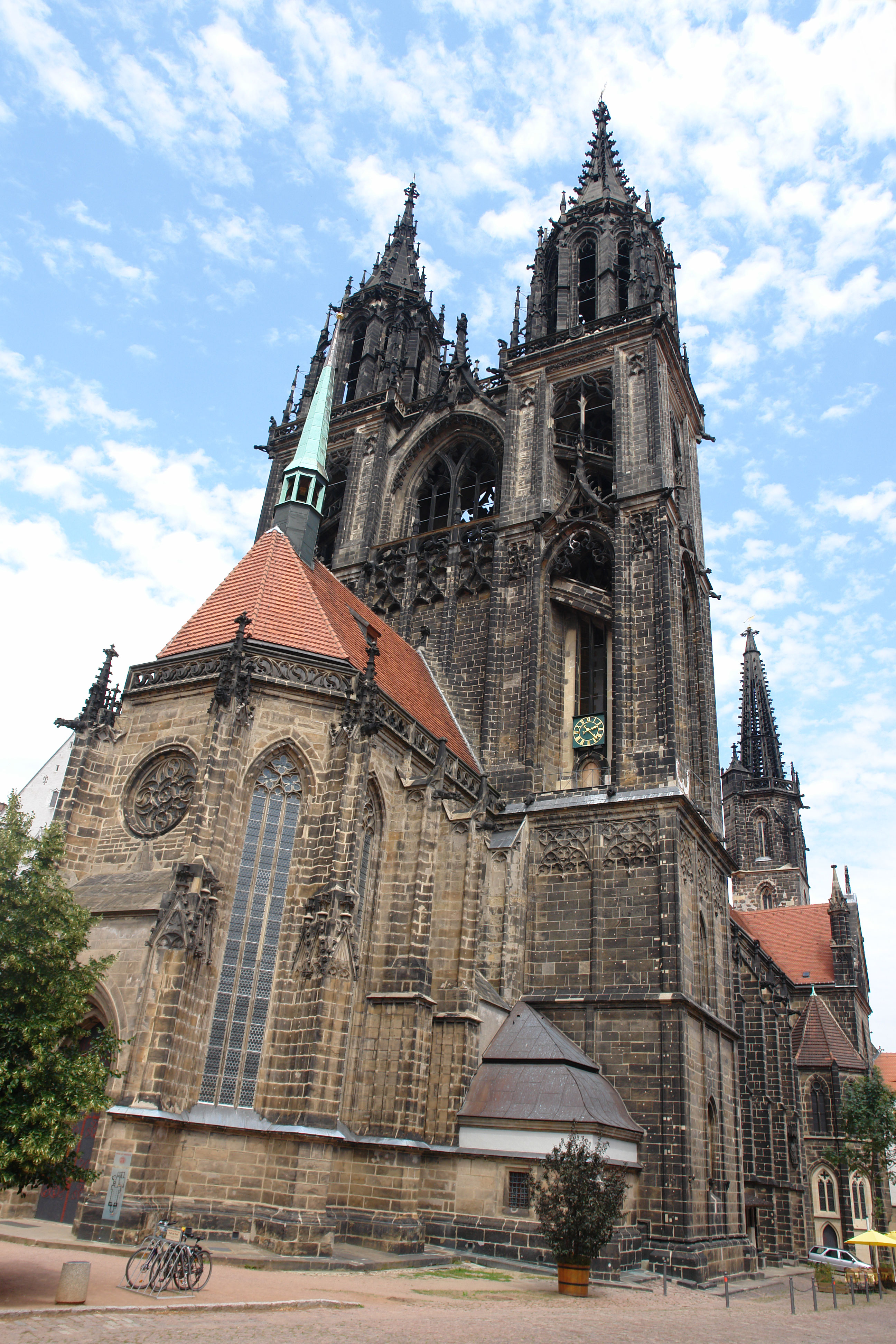
كاتدرائية في ميسين

## التاريخ
ميسين تعرف أحيانا باسم «مهد ساكسونيا». نمت المدينة من أصل سلافي تسوية في وقت مبكر من ميسني (Misni) التي تسكنها قبيلة Glomacze وتأسست كمدينة الألمانية على يد الملك هنري لفاولر في 929. في 968، تأسست ابرشية ميسين.

## البورسلين
ميسين شهيرة بصناعة البورسلين.بورسلين ميسين كان أول بورسلين يتم إنتاجه خارج الصين
‌

## توأمة
لمايسن اتفاقيات توأمة مع كل من:
- فيتري سور سين
- أريتا [الإنجليزية]‏
- بروفو
- ليتوميريتسه
- فلباخ
- كورفو

## أعلام
- يوهان ناخب ساكسونيا
- آدم البريمني
- كارل هينريتش جراف
- إرنست ناخب ساكسونيا
- صمويل هانيمان
- ويلهلم بيكر
- جورج فبريسوس
- غيورغ، دوق ساكسونيا